# 해나소프트
주식회사 해나소프트(Haenasoft)는 대한민국에 기반을 둔 웹 개발 · 소프트웨어 개발 개발사 및 퍼블리셔이다. 《첨삭 전문 업체 탑티어》 《온라인 시약 벤더 e브릭몰》, 《빅데이터 수집, 분석 플랫폼 퍼즐링》, 《patantpia》,《스마트 시정》을 개발하였다. 본사는 경기도 시흥시 산기대학로 237에 있다.